# Němčičky (Břeclavi járás)
Němčičky település Csehországban, Břeclavi járásban. Němčičky Bořetice, Kobylí, Horní Bojanovice, Boleradice, Velké Pavlovice és Morkůvky településekkel határos. Lakosainak száma 792 fő (2024. január 1.).

## Népesség
A település lakosságának változását az alábbi diagram mutatja:
| Lakosok száma | 674  | 758  | 823  | 732  | 714  | 601  | 695  | 699  | 703  | 792  |
|               | 1869 | 1890 | 1921 | 1950 | 1980 | 2001 | 2017 | 2019 | 2022 | 2024 |